# Johann Matthias Hagelstein

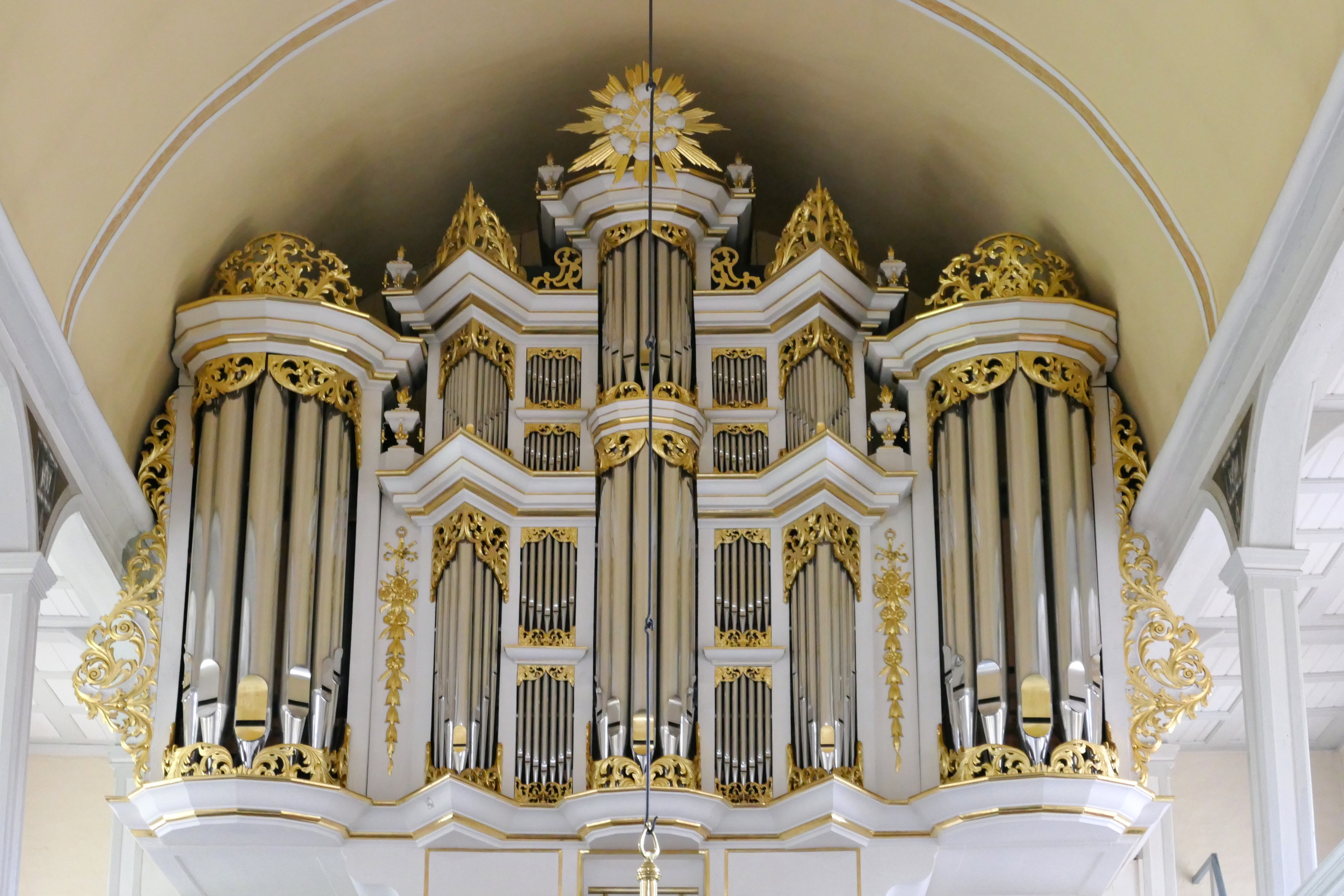
Die Orgel in der Kirche von Gartow

Johann Matthias Hagelstein (* 1706; † 1758) war ein Orgelbauer aus Lüneburg. 

## Leben
Ab 1728 ist Johann Matthias Hagelstein mit kleinen Reparaturen in Lüneburg nachweisbar. Er war Schüler des Meisters Matthias Dropa, der wiederum ein Schüler des berühmten Orgelbauers Arp Schnitger war. Im Jahre 1734 heiratete Hagelstein eine Tochter Matthias Dropas, die aber schon 1738 starb. Im Folgejahr ehelichte er eine Tochter des Lüneburger Bildschnitzers Tobias Götterling. Laut dabei vorgenommenem Eintrag im Bräutigamsbuch stammte er aus Moskau. 
Neben zahlreichen Reparaturen in Lüneburg und Umgebung übernahm Hagelstein den Umbau der Orgel in Handorf bei Winsen (Luhe). Seine erste und einzige Orgel baute er bis 1735/1740 für die St.-Georg-Kirche in Gartow. Die Fertigstellung der Gartower Orgel kostete erheblich mehr, als er veranschlagt hatte. Da der Auftraggeber die Mehrkosten nicht tragen wollte, ging der Orgelbaumeister Hagelstein in Konkurs.